# Triumph Model 2-serie
De Triumph Model 2-serie was een serie 250cc-motorfietsen die het Britse merk Triumph produceerde van 1934 tot 1940.

## Voorgeschiedenis
Triumph had in haar lange bestaan bijna nooit 250cc-modellen gebouwd. Eigenlijk alleen het Model LW ("Lightweight"), dat van 1914 tot 1925 werd geleverd, maar was voorzien van een tweetaktmotor. In 1931 verschenen er echter drie machines met een 250cc-kopklepmotor, de Modellen WA, Wo en WP. Zij voldeden aan de mode van de sloper-motor met vooroverhellende cilinder. 

### Val Page
Sinds het plotseling overlijden van Charles Hathaway in 1915 had Triumph geen echte motorontwerper meer gehad. Mede-oprichter Mauritz Johann Schulte deed nog wat ontwerpwerk, maar hij vertrok in 1919 na onenigheid met Siegfried Bettmann. Harry Ricardo en Frank Halford hielpen bij de ontwikkeling van de Triumph Ricardo, maar veel modellen werden bedacht door ingenieurs van de Triumph-autoafdeling. Het Triumph Model LS, ontworpen door auto-constructeur Frank Parnell, flopte omdat de verhoudingen niet klopten. Daarna hield Arthur Sykes zich vaak bezig met de motorfietsontwerpen. Sykes was ook verantwoordelijk voor de modellen van 1931, maar maakte een paar ontwerpfouten. Minder belangrijk was zijn "Triumph Patent Clean Bar" met in het stuur verborgen kabels, die voor een modern uiterlijk zorgden, maar die bij kabelbreuk moeilijk te repareren waren. Hij bouwde het oliereservoir aan de voorkant van het carter, maar de bijbehorende oliepomp bleef problemen veroorzaken. Pas in 1932 kwam er weer een echte motorconstructeur, Valentine "Val" Page, die bij Ariel onder eigenaar Jack Sangster had samengewerkt met Edward Turner en leermeester was van Bert Hopwood, maar die ook al de zware JAP-V-twins voor de Brough Superiors had ontworpen. Val Page maakte korte metten met de slopers, die uit de mode begonnen te raken. In 1934 introduceerde hij een groot scala van modellen van 250- tot 650 cc. Hij gaf zijn modellen wel tamelijk onbegrijpelijke modelnamen:
- Model 2/1: 250cc-kopklepper
- Model 2/5: 250cc-kopklepper
- Model 3/1: 350cc-zijklepper
- Model 3/2: 350cc-kopklepper
- Model 3/5: 350cc-kopklepper
- Model 5/1: 550cc-zijklepper
- Model 5/2: 500cc-kopklepper
- Model 5/3: 500cc-kopklepper
- Model 5/4 De Luxe: 500cc-kopklepper
- Model 5/5: 500cc-kopklepper
- Model 6/1: 650cc-kopklepper

Technisch waren zijn modellen zeer goed, maar Page was meer constructeur dan ontwerper en uiterlijk waren ze niet erg aansprekend. Dat veranderde pas toen Jack Sangster de motorfietsproductie van Triumph in 1936 kocht en Bert Hopwood en Edward Turner meebracht.

## Triumph Model 2/1
Het 250cc-Model 2/1 was Val Page's lichtste toermodel. Ten opzichte van de W-serie bracht Page flink wat wijzigingen aan. Het open brugframe werd vervangen door een dubbel wiegframe, het kleppenmechanisme werd geheel ingesloten zodat het kon worden opgenomen in het smeersysteem en geen handmatige smering meer nodig had, de cilinder stond weer gewoon rechtop en de dubbele uitlaatpoorten werden vervangen door een enkele poort. De voorvork kreeg behalve de stuurdemper nu ook een frictie-schokdemper. Het oliecompartiment in het carter met de problematische oliepomp werd vervangen door een 2,3 liter olietank onder het zadel. Daarvoor moest het kastje met boordgereedschap plaats maken. Dat werd vervangen door een driehoekig kastje rechts aan het achterspatbord. Hoewel het Model 2/1 goed gebouwd en betrouwbaar was, was het eigenlijk wat te zwaar omdat het zijn frame deelde met de 350cc-modellen. Daarom werd het in 1935 vervangen door het Model L 2/1.

### Motor
De motor was een dwarsgeplaatste, luchtgekoelde staande eencilinder met kopkleppen die bediend werden door stoterstangen en tuimelaars. De machine had een dry-sump-smeersysteem. De olievoorraad zat in een tank rechts onder het zadel en de oliepomp in het carter. Lucas Industries leverde een 6 volt-elektrische installatie met verlichting, claxon en een magdyno, die achter de cilinder zat. De carburateur kwam van Amal. 

### Transmissie
Links van de krukas liep de primaire ketting in een oliebad. Zij dreef de natte plaatkoppeling met kurkvoering aan. In 1934 had de machine nog drie versnellingen, maar vanaf 1935 kregen alle modellen een vierversnellingsbak. Op de versnellingsbak zat ook de kickstarter. Het achterwiel werd door een lange ketting aangedreven. 

### Rijwielgedeelte
Voor het eerst kregen de Triumph-motorfietsen een dubbel wiegframe. Ook de voorvork was verbeterd. Het was een Girder die niet alleen de gebruikelijke stuurdemper had, maar nu ook een frictie-schokdemper. Beide wielen hadden 7 inch trommelremmen.

## Triumph Model 2/5
Het Model 2/5 was de sportversie van het Model 2/1. Het had een upswept pipe-uitlaat in plaats van de laaggeplaatste uitlaat van het Model 2/1. Met de komst van Edward Turner als hoofdontwerper in 1936 was dit een van de drie modellen die uit productie gingen. 

## Triumph Modellen L 2/1, De Luxe 2 H en De Luxe 2 HC
Met de komst van het Model L 2/1 werd het gewichtsprobleem van het Model 2/1 opgelost. Het kreeg een lichter frame (de "L" stond voor "Lightweight"), een accu-bobine-ontsteking en ook voetschakeling. Het bleef in 1936 in productie, maar moest in 1937 wijken voor de door Edward Turner ontworpen Triumph Tiger 70. 

### Edward Turner
Toch kreeg het in 1938 weer twee opvolgers. In 1937 bracht Turner twee verbeterde versies van het Model 2/1 uit, met iets meer begrijpelijke typenamen. Al zijn modellen kregen de toevoeging "De Luxe", een cijfer om de cilinderinhoud aan te duiden ("2" voor 250 cc) en een letter voor het motortype ("H" voor overHead valves en "S" voor Sidevalves). Zo ontstond het Model De Luxe 2H met een verchroomde tank. De machine werd naast de Tiger 70-sportmotor verkocht met een lagere compressieverhouding en dientengevolge wat minder vermogen. Ze had een Lucas-magdyno voor de ontsteking. Het Model De Luxe 2 HC was identiek, maar had een dynamo en accu-bobine ontsteking. Beide modellen bleven tot 1940 in productie. Opmerkelijk genoeg kostte het Model De Luxe 2 HC slechts 47 pond, terwijl het Model De Luxe 2 H 50 pond kostte.

## Afbeeldingen Model L 2/1

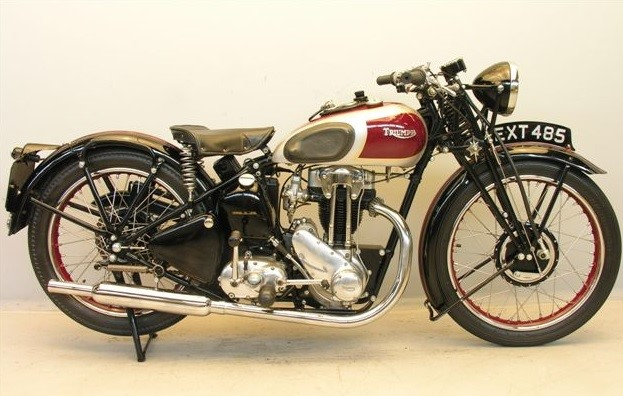
Model L 2/1 uit 1936
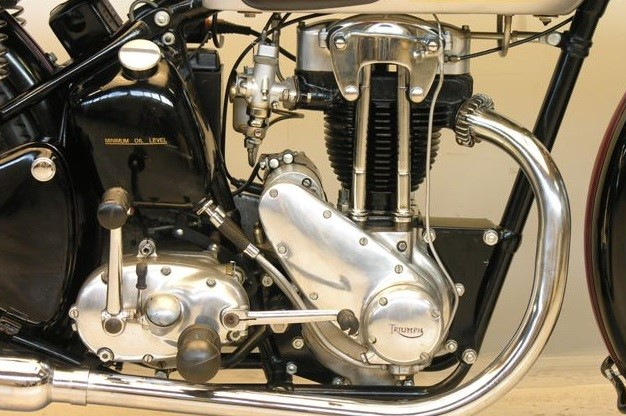
De rechterkant van de motor, met de stoterstangen, de enkele uitlaat, de tandwielaandrijving van de dynamo, de Amal-carburateur, de olietank en de vierversnellingsbak met voetschakeling.
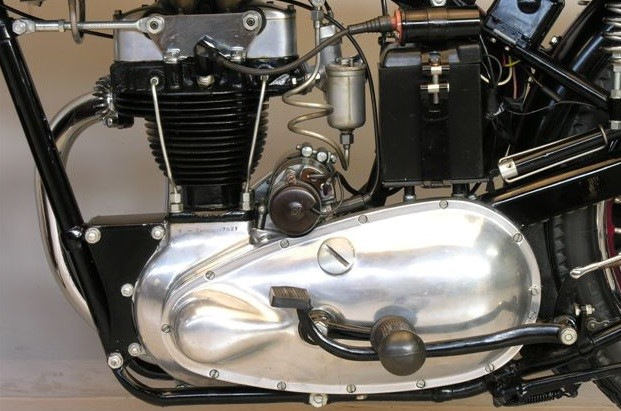
De linkerkant van de motor met de geheel ingesloten kleppen, de dynamo, accu en bobine. De lichtmetalen kettingkast herbergt de primaire ketting in een oliebad.

## Technische gegevens
| Triumph                | Model 2/1                           | Model 2/5                           | Model L 2/1                         | De Luxe 2 H                         | De Luxe 2 HC                        |
| ---------------------- | ----------------------------------- | ----------------------------------- | ----------------------------------- | ----------------------------------- | ----------------------------------- |
| Periode                | 1934-1935                           | 1934-1935                           | 1935-1936                           | 1937-1940                           | 1938-1940                           |
| Categorie              | Toer                                | Sport                               | Toer                                | Toer                                | Toer                                |
| Motortype              | Stoterstangen kopklepmotor          | Stoterstangen kopklepmotor          | Stoterstangen kopklepmotor          | Stoterstangen kopklepmotor          | Stoterstangen kopklepmotor          |
| Bouwwijze              | Dwarsgeplaatste staande eencilinder | Dwarsgeplaatste staande eencilinder | Dwarsgeplaatste staande eencilinder | Dwarsgeplaatste staande eencilinder | Dwarsgeplaatste staande eencilinder |
| Koeling                | Lucht                               | Lucht                               | Lucht                               | Lucht                               | Lucht                               |
| Boring                 | 63 mm                               | 63 mm                               | 63 mm                               | 63 mm                               | 63 mm                               |
| Slag                   | 80 mm                               | 80 mm                               | 80 mm                               | 80 mm                               | 80 mm                               |
| Cilinderinhoud         | 249,4 cc                            | 249,4 cc                            | 249,4 cc                            | 249,4 cc                            | 249,4 cc                            |
| Carburateur(s)         | Amal                                | Amal                                | Amal                                | Amal                                | Amal                                |
| Smeersysteem           | Dry-sump                            | Dry-sump                            | Dry-sump                            | Dry-sump                            | Dry-sump                            |
| Max. Vermogen          | Onbekend                            | Onbekend                            | Onbekend                            | 13 pk bij 5.200 tpm                 | 13 pk bij 5.200 tpm                 |
| Topsnelheid            | ca. 112 km/uur                      | ca. 112 km/uur                      | ca. 112 km/uur                      | ca. 112 km/uur                      | ca. 112 km/uur                      |
| Primaire aandrijving   | Ketting                             | Ketting                             | Ketting                             | Ketting                             | Ketting                             |
| Versnellingen          | 3                                   | 4                                   | 4                                   | 4                                   | 4                                   |
| Secundaire aandrijving | Ketting                             | Ketting                             | Ketting                             | Ketting                             | Ketting                             |
| Rijwielgedeelte        | Dubbel wiegframe                    | Dubbel wiegframe                    | Dubbel wiegframe                    | Dubbel wiegframe                    | Dubbel wiegframe                    |
| Voorvork               | Girder                              | Girder                              | Girder                              | Girder                              | Girder                              |
| Achtervork             | Star                                | Star                                | Star                                | Star                                | Star                                |
| Remmen                 | Trommelremmen                       | Trommelremmen                       | Trommelremmen                       | Trommelremmen                       | Trommelremmen                       |
| Tankinhoud             | 12,5 liter                          | 12,5 liter                          | 12,5 liter                          | 13,6 liter                          | 13,6 liter                          |